# Хюбинген
Хюбинген (нем. Hübingen) — община в Германии, в земле Рейнланд-Пфальц.
Входит в состав района Вестервальд. Подчиняется управлению Монтабаур. Население составляет 535 человек (на 31 декабря 2010 года). Занимает площадь 3,56 км².